# Simulium manuselaense
Simulium manuselaense är en tvåvingeart som beskrevs av Takaoka 2003. Simulium manuselaense ingår i släktet Simulium och familjen knott. Inga underarter finns listade i Catalogue of Life.